# Вавассори, Джованни
Джованни Вавассори (итал. Giovanni Vavassori; род. 16 января 1952, Арчене, Ломбардия) — итальянский футболист, выступающий на позиции защитника, тренер.

## Карьера
Дебютировал как профессионал в Серии В в сезоне 1970/71 годов, выступая за «Аталанту», с которой также играл в высшем дивизионе Италии. С 1972 по 1977 годы выступал за «Наполи» (5 сезонов в Серии А и победа в Кубке Италии 1975/76 года). В сезоне 1977/78 годов он вернулся в «Аталанту». Проведя с командой два сезона в Серии А, вылетел с командой в Серию В, а затем в Серию С1. Тем не менее позже команда получила повышение в Серию B. После сезона (1982/83 года), проведенного в «Кальяри», играл в «Кампании» до 1986 года, однако получил дисквалификацию на три года и четыре месяца на фоне коррупционного скандала в итальянском футболе «Тотонеро-1986».